# Otto Stürken (Jurist)

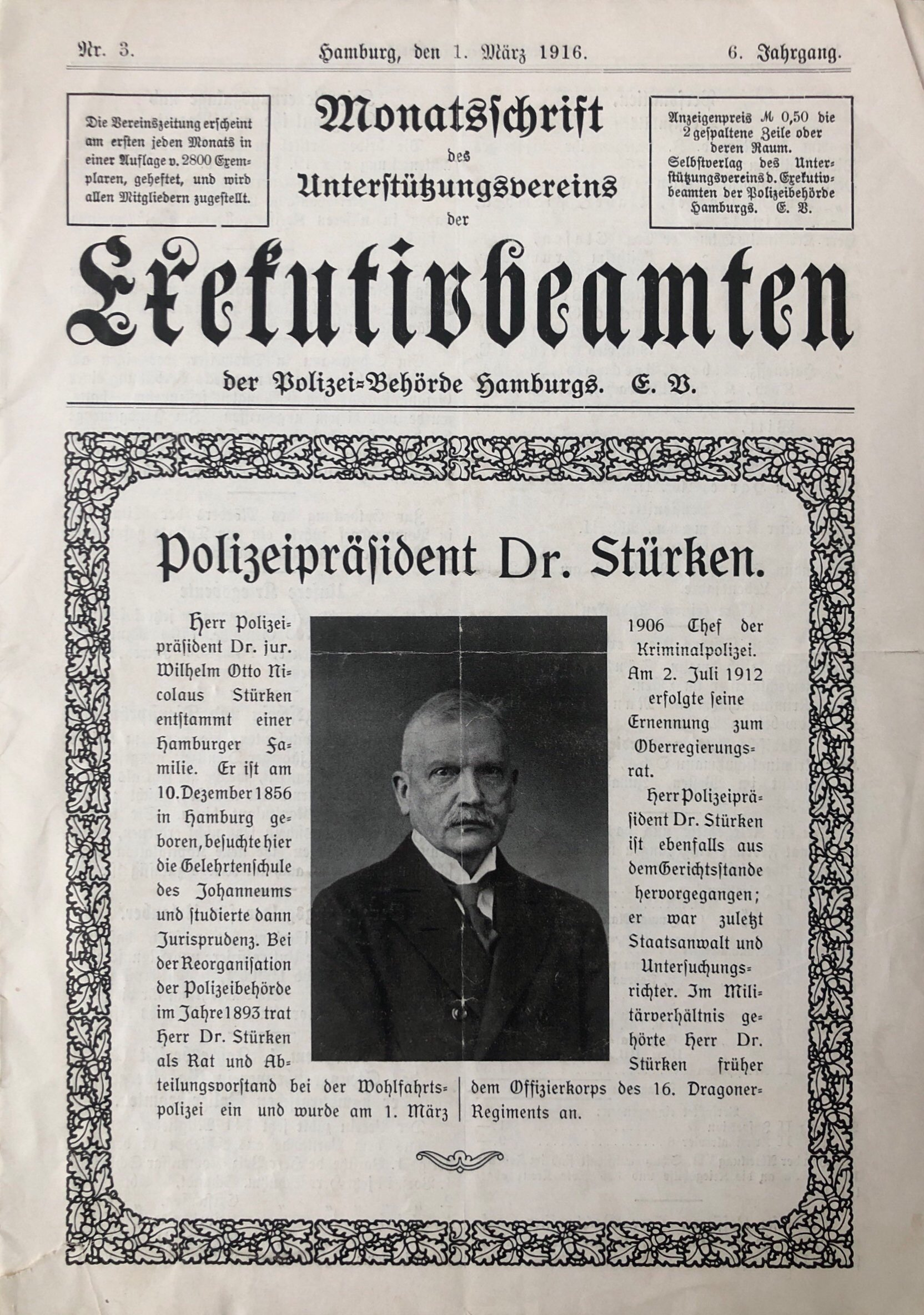
Kurzporträt von Otto Stürken 1916

Wilhelm Otto Nicolas Stürken (* 10. Dezember 1856 in Hamburg; † 21. Mai 1923 in Blankenese) war ein deutscher Verwaltungsjurist. Er war Polizeipräsident der Freien und Hansestadt Hamburg.

## Leben

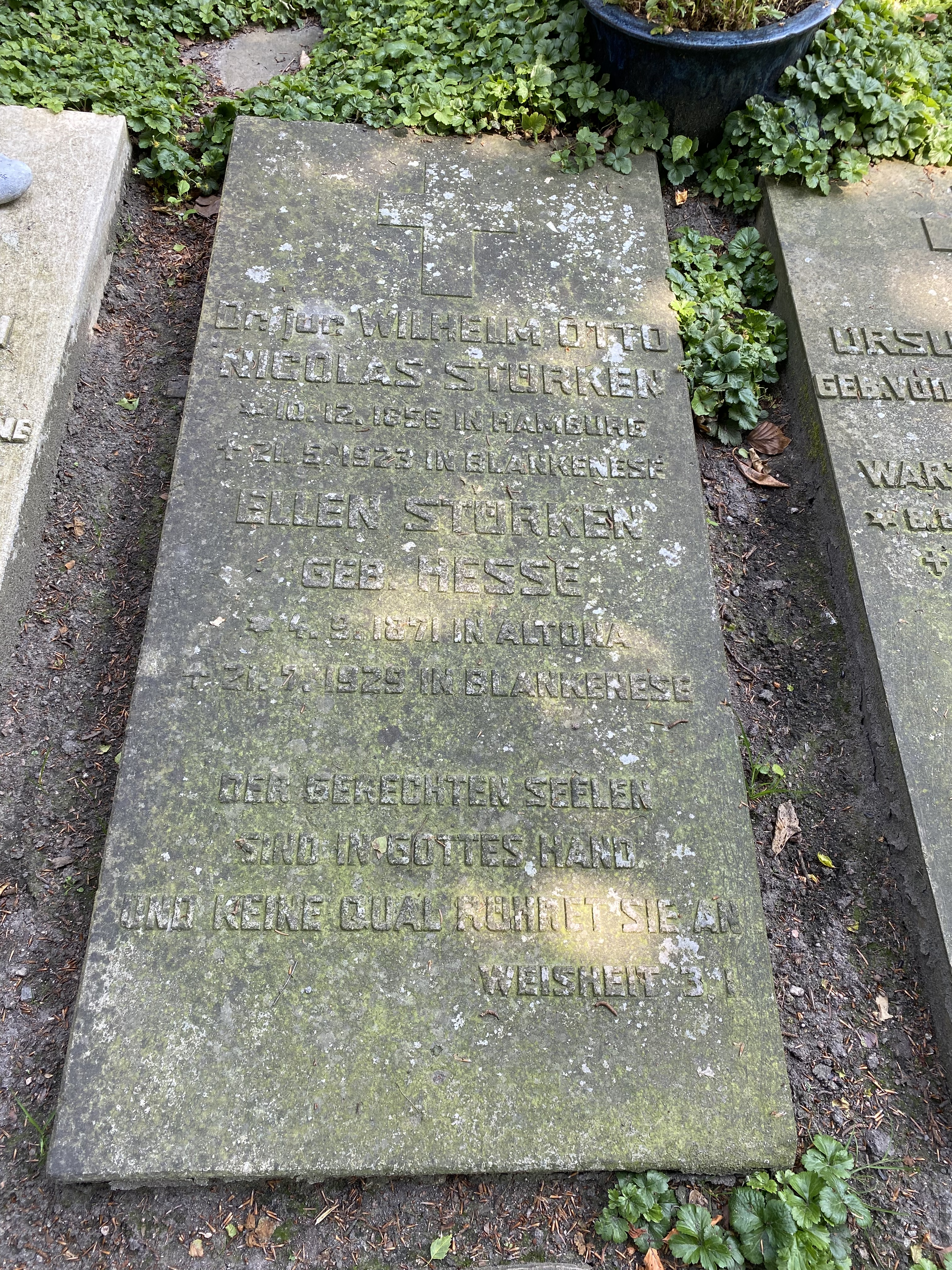
Grabstätte auf dem Nienstedtener Friedhof

Als Sohn des Hamburger Kaufmanns Nicolas Stürken besuchte Stürken die Gelehrtenschule des Johanneums. Nach dem Abitur begann er an der Rheinischen Friedrich-Wilhelms-Universität Rechtswissenschaft zu studieren;
eigentlich diente er aber als Einjährig-Freiwilliger beim Husaren-Regiment „König Wilhelm I.“ (1. Rheinisches) Nr. 7. 1878 wurde er im Corps Palatia Bonn recipiert. Er wechselte an die Eberhard-Karls-Universität und wurde noch 1878 auch im Corps Suevia Tübingen aktiv. Als Inaktiver ging er schließlich an die Georg-August-Universität Göttingen. Er wurde 1882 Referendar bei der Staatsanwaltschaft in Hamburg, 1886 Assessor. Nach Stationen als Landrichter und Untersuchungsrichter trat Stürken 1893 in die Polizeibehörde als Abteilungsvorstand bei der Wohlfahrtpolizei ein. 1906 wurde er Chef der Kriminalpolizei und schließlich 1916 Polizeipräsident. Unter Stürkens Leitung wurde 1918 der Januarstreik in Hamburg niedergeschlagen, ohne dass Streikforderungen erfüllt wurden.
Verheiratet war Stürken mit Ellen Hesse, Tochter des Kommerzienrates George Heinrich Hesse. Das Ehepaar hatte fünf Kinder. Stürkens Frau erbte von ihrem Vater den Hessepark in Blankenese. Ihr ältester Sohn Otto Stürken erbte den Park und verkaufte ihn 1926 an die Gemeinde Blankenese. Stürkens Schwester Emma war mit dem Architekten Hugo Stammann verheiratet. Dieser war Mitglied des Baumeisterbundes für das Hamburger Rathaus und Sohn des Architekten Franz Georg Stammann.
Otto Stürken wurde auf dem Nienstedtener Friedhof beigesetzt.